# Mesa del Huracán
Mesa del Huracán es una localidad del estado mexicano de Chihuahua. Es parte del municipio de Madera.

## Demografía
| Gráfica de evolución demográfica |
|                                  |

| Censo | Población |
| ----- | --------- |
| 1960  | 1 079     |
| 1970  | 1 017     |
| 1980  | 973       |
| 1990  | 1 453     |
| 2000  | 1 483     |
| 2010  | 1 102     |
| 2020  | 1 093     |